# Ambachtsheerlijkheid 's-Heer Arendskerke

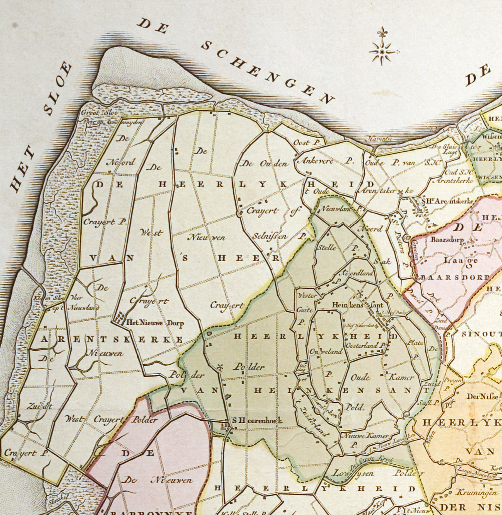
Heerlijkheid 's-Heer Arendskerke

De ambachtsheerlijkheid 's-Heer Arendskerke is een (voormalige) heerlijkheid van het type ambachtsheerlijkheid gelegen op Zuid-Beveland in de Nederlandse provincie Zeeland. Het was de grootste heerlijkheid op dit eiland. 

## Geschiedenis
De heerlijkheid ’s-Heer Arendskerke werd, net als andere Zeeuwse heerlijkheden met de uitgang “-kerke”, gesticht in de dertiende eeuw. Vanaf het begin was het eigendom van de heerlijkheid verdeeld over meerdere personen. 
In een eerdergenoemde oorkonde uit 1395 worden negen ambachtsheren genoemd, onder wie Pieter en Jan van Schenge. Deze familie bezat een kasteel in ’s-Heer Arendskerke. Over dit kasteel zijn slechts enkele gegevens bekend: het beschikte over grote maren (waterpartijen) en uitgebreide kelderruimten. In de eerste helft van de 18e eeuw werden de fundamenten van het kasteel blootgelegd.
De ambachtsheren van ’s-Heer Arendskerke lijken zich al vroeg te hebben georganiseerd in een soort vereniging. In 1777 hadden zij een reglement opgesteld dat als basis diende voor hun gezamenlijke optreden. Het bestuur van de heerlijkheid lag in handen van alle ambachtsheren gezamenlijk, terwijl vier commissarissen het dagelijks bestuur uitvoerden.

### 19e eeuw
In de 19e eeuw werd er een vennootschap opgericht om de belangen van de ambachtsheren te behartigen. Deze werd in 1872 opgeheven, waarna de gezamenlijke eigendommen openbaar werden verkocht. Tot deze bezittingen behoorden ook de heerlijkheden Sint Joosland, Heinkenszand, Overzand en ’s-Heerenhoek. Deze werden als “gemene ambachten” beschouwd binnen de heerlijkheid ’s-Heer Arendskerke.
De heerlijkheid zelf werd in 1872 gekocht door Pieter Johannes Jacobus Jonas, die zich daarna Jonas van ’s-Heer Arendskerke noemde. De heerlijkheid omvatte toen nog slechts enkele percelen grond, het jachtrecht, het visrecht en – tenminste op papier – het recht om de predikant te benoemen. Het jachtrecht werd bij besluit van 27 februari 1930 opgeheven tegen een schadeloosstelling van fl. 4.328,-.
Bij legaat liet Pieter Jonas de heerlijkheid na aan de provincie Zeeland. In het legaat bepaalde hij dat "aan den heer Eduard Jonas, broeder van den erflater, het persoonlijk niet-overdraagbaar recht toekomt om gedurende zijn leven den titel te blijven voeren en onverminderd het recht van erflaters echtgenoote om gedurende haar leven dien titel te blijven voeren". Het gaat hier om de titel “heer/vrouwe van 's-heer Arendskerke". Na hun beider overlijden bleef de titel alleen bij de provincie.

### 20e eeuw
In 1937 besloot de provincie de resterende onderdelen van de heerlijkheid te verkopen, waaronder enkele percelen grond en het heerlijk visrecht. Het visrecht werd gekocht door het Waterschap ’s-Heer Arendskerke, de voorloper van het huidige Waterschap Scheldestromen, dat tot op heden eigenaar is van dit recht. De provincie Zeeland behield de heerlijkheid zelf voor zover daarvan nog sprake is na de verkoop van alle onderdelen, maar zonder enig daaraan verbonden recht of onroerend goed.

## Wapen

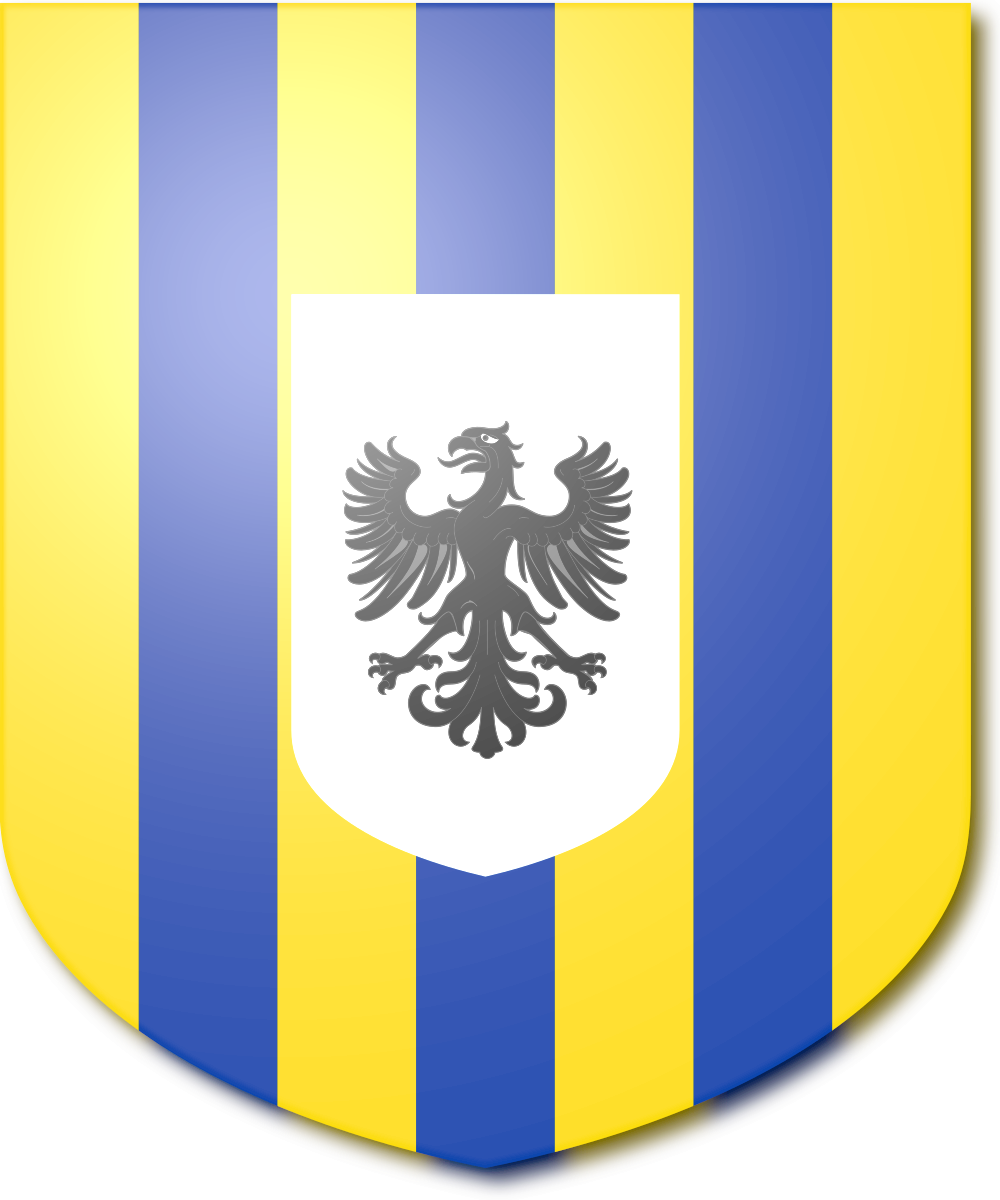
Wapen van 's-Heer Arendskerke

De blazoenering van het wapen luidde als volgt:
In goud 3 palen van azuur en een hartschild van zilver, beladen met een adelaar van sabel.
De heraldische kleuren zijn goud (goud of geel), azuur (blauw), zilver (wit) en sabel (zwart). In het register van de Hoge Raad van Adel zelf wordt geen beschrijving gegeven, maar een afbeelding.
In de 17e eeuw werd het wapen vermeld in het Nieuwe Cronyk van Zeeland van Smallegange. Het wapen werd op 31 juli 1817 bevestigd door de Hoge Raad van Adel aan de in 1970 opgeheven Zeeuwse gemeente 's-Heer Arendskerke.